# Idiocera spinulistyla
Idiocera spinulistyla là một loài ruồi trong họ Limoniidae. Chúng phân bố ở miền Cổ bắc.